# Fonológia
A nyelvészetben a fonológia fogalom és terminus a strukturalista prágai nyelvészeti iskola  révén terjedt el. Ennek meghatározása szerint a fonológia a nyelvészet azon ága, amely a beszéd hangjelenségeit egy adott nyelvben betöltött jelentésmegkülönböztető funkciójuk szempontjából vizsgálja, megállapítja az ezek között létrejövő viszonyokat és azokat a szabályokat, amelyek szerint szavakban és mondatokban kombinálhatók. Az elsősorban vizsgált hangjelenségek a beszédhangok voltak, és a jelentésmegkülönböztetőket „fonémák”-nak nevezték.
A Prágai nyelvészeti iskola megkülönböztette a fonológiát a fonetikától, amely szerinte nem hivatott foglalkozni a hangjelenségek szemantikai (jelentésre vonatkozó) funkciójával.
Nincs egység a hangjelenségek tanulmányozásával foglalkozó diszciplínák elnevezését, sem mindegyikük meghatározását illetően. A magyar szakirodalomban megvan a „hangtan” terminus, amelynek egyes nyelvészek szerint két területe van: a fonetika és a fonológia, amelyek meghatározásai megfelelnek a Prágai nyelvészeti iskola nézetének. Siptár 2006 szerint is a „hangtan” összefoglaló elnevezés, és a fonetikát „beszédhangtan”-nak, a fonológiát pedig „nyelvi hangtan”-nak is nevezi. Bolla 2006 szerint „hangtan” a „fonetika” szinonimája, és ezen kívül van a fonológia a fenti meghatározással.
Más nyelvészetekben nagyobb terminológiai gondok vannak. A Prágai nyelvészeti iskola szótára szerint az angol phonology ’fonológia’ terminus ritkábban használt szinonimái a phonemics ’fonemika’ és a phonematics ’fonematika’. Dubois 2002 szerint az Európában használt legelterjedtebb terminológiában a (franciául) phonématique ’fonematika’ főnév a fonológia egyik ágát nevezi meg, amely a fonémákat mint minimális megkülönböztető egységeket vizsgálja, megállapítja egy vagy több adott nyelv fonémakészletét, a fonémákat osztályozza, kombinációikat tanulmányozza stb., a phonématique ’fonematikai’ melléknevet „fonémára vonatkozó” jelentéssel használják, a phonémique ’fonemika, fonemikai’ pedig főnévként és melléknévként a phonématique ’fonematika, fonematikai’ szinonimája. Az angol nyelvű nyelvészetben Bussmann 1998 szerint a phonology ugyanaz, mint a phonemics, de megemlíti, hogy megtalálható az az értelmezés is, hogy a phonology a beszédhangokat tanulmányozza, és két ága van: a phonetics és a phonemics. Ez például Eifring – Theil 2005 nézete. Eszerint a phonetics a hangok létrehozásának, akusztikai tulajdonságainak és észlelésének a tanulmányozása, a phonemics pedig a hangok rendszerének és a nyelvben való használatának a vizsgálata.

## A fonológia történeti áttekintése
A „fonológia” szakszó a 19. század közepe táján jelent meg, és a „fonetika” terminussal párhuzamosan használták, anélkül hogy megkülönböztették volna őket, ugyanis jelentésük eredetüket illetően valójában ugyanaz: „a hangok tudománya”.
A fonológia a fonetikától való elkülönítése a beszédhang és a fonéma megkülönböztetésének nyomán jelent meg. A beszélők azt észlelik, hogy vannak hangok, amelyek megkülönböztetnek lexikai és nyelvtani jelentéseket, de nem észlelik azt is, hogy ezek a hangok konkrétan többféleképpen valósulnak meg. A Prágai iskola nyelvészei a már 1893-ban Jan Baudouin de Courtenay  munkáiban előforduló „fonéma” terminust alkalmazták arra a hangzási vonások együttesére, amely jelentésmegkülönböztető, olyan absztrakt (elvont) nyelvi egységként kezelve, amely az összes konkrét megvalósulásait képviseli. Ugyanakkor a fonémához viszonyítva ezeket a változatokat „allofónok”-nak nevezték. Azt, hogy fonémáról és nem allofónról van szó, elsősorban úgy állapítják meg, hogy megvizsgálják azt a képességét, hogy meghatározhatja-e ún. minimális párok létezését, azaz olyan szópárokét (olykor szósorokét), amelyek jelentését csak egy beszédhang megváltoztatása különbözteti meg. Ez a nézet abba a nézetbe illik bele, amelyet Ferdinand de Saussure, a strukturalista nyelvészet megalapítója fogalmazott meg a Prágai iskola megjelenése előtt. Szerinte a nyelv absztrakció, amit konkrétan a beszéd valósít meg.
A fonetikát elhatárolták a fonológiától (amit „funkcionális fonetiká”-nak is neveznek) azzal, hogy az előbbit a hangokat tanulmányozó diszciplínaként határoztak meg, a fonológiát pedig mint a fonémákat tanulmányozót. Mindazonáltal szoros viszony van közöttük, mivel a fonetika szolgáltatja a fonológia anyagát, miközben a fonológia is foglalkozik a hangokkal, bár csak allofóni minőségükben.
A fonológia a Prágai iskola, főleg Nyikolaj Szergejevics Trubeckoj és Roman Jakobson munkái révén vált a nyelvészet különálló ágává. Ezek nagy visszhangot keltettek az 1928-ban Hágában megtartott 1. nemzetközi nyelvészeti kongresszuson. Az új nyelvészeti diszciplína főleg Trubeckoj A fonológia alapelvei című munkája 1939-ben való megjelenése után érvényesült. Tovább fejlődött hozzávetőlegesen ugyanabban az időszakban folyó franciaországi és amerikai kutatások révén, hasonló eredményekkel, bár egyes elvi és módszertani különbségekkel, valamint a Koppenhágai nyelvészeti iskola , főleg Louis Hjelmslev munkáival.
Magyar nyelvészek már az 1930-as években érdeklődtek a fonológia iránt. Laziczius Gyula 1933-ban jelentette meg Bevezetés a fonológiába című munkáját. Kelemen József erről írta meg 1935-ben Fonológiai alapfogalmak című cikkét, amelyben megemlíti, hogy Gombocz Zoltán is helyet adott a fonológiának egyetemi előadásaiban.

## A fonológia néhány ága
A Dubois 2002 értelmezésében vett fonológiának több ága van a fonematikán kívül.
A fonológiai kutatásoknak főleg szinkrón jellege van. Egy adott nyelv egy bizonyos időszakban meglévő fonémáinak rendszerét térképezik fel. Például a mai sztenderd magyar nyelv A. Jászó 2007 szerint 65 fonémával rendelkezik. A fonémai minőség megállapításának egyik példája az /n/-é. Ez kiejthető [n]-ként, amely alveoláris nazális mássalhangzó, például a vén szóban, de [ŋ]-ként (veláris nazálisként) is hangzik, pl. a munka szóban. Olyan minimális pár nincs, amelyben csak az [ŋ] és egy másik mássalhangzó különböztetné meg két szó jelentését, viszont olyan van, amely esetében az [n] ezt teszi, pl. véd vs. vén. Következésképpen van /n/ fonéma, de az [ŋ] csak ennek allofónja.
Diakrón fonológia is van, amely új fonémák megjelenését, illetve egyesek esetében a fonéma jelleg elvesztését tanulmányozza a nyelvtörténet során. Ilyen jelenségek az alábbiak.
- A fonologizáció[21] révén új fonéma jelenik meg a nyelvben alapnyelvéből való kifejlődése során vagy kölcsönzés nyomán. Például a román nyelvben van egy, a latin hangsúlytalan /a/-ból származó /ə/ fonéma.[22] Ez megkülönbözteti az /a/-val való oppozíciója révén a legtöbb határozott végartikulus nélküli nőnem egyes számú főnevet a végartikulusosoktól, pl. casă [kasə] ’ház’ vs. casa [kasa] ’a ház’.[20]
- A defonologizáció[21] nyomán egy bizonyos fonéma elveszíti definíció szerinti minőségét. Egy ilyen folyamat gyakorlatilag már végbement a mai francia nyelv /ɑ/[23] fonémájának esetében. Ezzel például a patte [pat] ’láb’ (állaté) és pâte [pɑ:t] ’paszta’ már nem különböznek hangzásukban, mindkettő kiejtése [pat].[24]

Egy adott nyelv fonológiáján kívül van általános fonológia is, amely a világ főbb fonológiai rendszereit vizsgálja, és ezek működésének általános szabályait. Létezik még ezeken kívül kontrasztív fonológia is, amely két vagy több nyelv fonológiai rendszerével foglalkozik.
A beszédhangokra vonatkozó fonológiai nézetet a prozódiai, más néven szupraszegmentális tényezőkre is kiterjesztették, és a jelentésmegkülönböztetőket „prozodémák”-nak nevezték el. Az erre vonatkozó terület a „szupraszegmentális fonológia” elnevezést kapta, és ezzel szemben a fonémákkal foglalkozó a „szegmentális fonológia” elnevezést.
Például ami a hangsúlyt illeti, a szabad hangsúlyos nyelvekben a hangsúly helye különböztethet meg lexikai vagy grammatikai jelentéseket. Példák (a hangsúlyos hang félkövér betűvel):
- (olaszul) ancora ’még’ vs. ancora ’horgony’,[26] canto ’énekelek’ vs. canto ’(ő) énekelt’;[27]
- (oroszul) мyка muka ’kín’ vs. мукa muka ’liszt’,[26] реки reki ’a folyó vmije’ vs. реки reki ’folyók’.[28]

A tonális nyelvek esetében, mint a kínai, jelentésmegkülönböztető lehet a tónus típusa, ami ez esetben tonéma. A Kína északi részén beszélt kínai, a mandarin, négyféle tónussal rendelkezik. Például a ma hangsor megvan mindegyikkel, és ezekkel az alábbi minimális szósor keletkezik:
- egyenletesen magas: mā ’anya’;
- emelkedő: má ’kender’;
- eső-emelkedő: mǎ ’ló’;
- hirtelen eső: mà ’szid’.

A szó tónus nélkül is megvan, és akkor mondat végén kérdő partikula.